# Río Cumbaza
Der Río Cumbaza ist ein etwa 64 km langer linker Nebenfluss des Río Mayo in den Provinzen Lamas und San Martín in der Region San Martín im zentralen Norden Perus.

## Flusslauf
Der Río Cumbaza entspringt an der Südwestflanke der Cordillera Escalera auf einer Höhe von etwa 1380 m. Das Quellgebiet befindet sich im Distrikt San Roque de Cumbaza der Provinz Lamas. Der Río Cumbaza fließt anfangs etwa 37 km nach Südosten. Er passiert dabei die Orte San Roque de Cumbaza, San Antonio de Cumbaza und San Pedro de Cumbaza. Bei Flusskilometer 27 erreicht er den Ballungsraum von Tarapoto. Er umfließt diesen westlich. Dabei befindet sich am linken Flussufer der Vorort Morales. Im Unterlauf, auf den unteren 25 Kilometern, fließt der Río Cumbaza in Richtung Südsüdost. Auf diesem Abschnitt weist der Fluss ein mäandrierendes Verhalten mit zahlreichen Flussschlingen auf. Bei Flusskilometer 17 mündet der Río Shilcayo linksseitig in den Río Cumbaza. 4 km oberhalb der Mündung fließt dieser westlich an der Kleinstadt Juan Guerra vorbei. Schließlich trifft der Río Cumbaza auf einer Höhe von etwa 200 m auf den nach Osten strömenden Río Mayo.

## Einzugsgebiet
Das Einzugsgebiet des Río Cumbaza umfasst eine Fläche von 564 km². Es erstreckt sich über Teile des Distrikts San Roque de Cumbaza (Provinz Lamas) sowie über Teile der Distrikte San Antonio, Tarapoto, Morales, La Banda de Shilcayo und Juan Guerra (alle in der Provinz San Martín). Das Einzugsgebiet grenzt im Nordosten an das des Río Cainarache.

## Hydrologie
Der Río Cumbaza besitzt einen mittleren Abfluss von 8,76 m³/s. Der abflussreichste Monat ist der April mit etwa 13,8 m³/s. Sonst weist nur der März einen überdurchschnittlichen Abfluss auf.